# Micha’el Nudelman
Micha’el Nudelman, hebr. ‏מיכאל נודלמן‎ (ur. 30 czerwca 1938, zm. 25 grudnia 2018) – izraelski polityk i ekonomista, członek Knesetu w latach 1996–2009.
Nudelman urodził się we Kijowie. W młodości służył w Armii Czerwonej. Ukończył ekonomię na Politechnice Lwowskiej, był profesorem ekonomii. Do Izraela wyemigrował w 1991 roku. Zamieszkał w mieście Kirjat Szemona, gdzie zaczął działalność polityczną, początkowo na szczeblu lokalnym. Zasiadał w radzie miejskiej, a także był przewodniczącym miejscowej komisji finansów samorządowych.
Po raz pierwszy wszedł w 1996 do czternastego Knesetu, będąc członkiem partii grupującej imigrantów z krajów byłego ZSRR, Jisra’el ba-Alijja. W piętnastym Knesecie pełnił przez pewien czas funkcję tymczasowego przewodniczącego izby (speakera), a w szesnastym Knesecie został jego zastępcą. W tym czasie był już deputowanym niezależnym. Do wyborów w 2006 roku wystartował jednak z listy nowo utworzonego ugrupowania, Kadimy.
Tuż przed wyborami w 2009 roku opuścił Kadimę i utworzył własne ugrupowanie, Jisra’el Ha-Mithadeszet. Nie udało mu się jednak przekroczyć progu wyborczego.
Nudelman był żonaty, miał dwójkę dzieci.